# PSD银行竞技场
法兰克福人民银行球场（德語：Frankfurter Volksbank Stadion）是一座位于德国法蘭克福的体育场，可容纳12,542名观众，其中包括4,139个座席及8,403个站席。体育场目前是德国足球甲级联赛球队法蘭克福和德国美式足球联赛球队法蘭克福宇宙的主场。